# Sean Kuraly
Sean Kuraly (* 20. Januar 1993 in Dublin, Ohio) ist ein US-amerikanischer Eishockeyspieler, der seit Juli 2025 erneut bei den Boston Bruins aus der National Hockey League unter Vertrag steht. Zuvor verbrachte der Center bereits fünf Jahre in der Organisation der Boston Bruins sowie vier Jahre bei den Columbus Blue Jackets.

## Karriere
Kuraly spielte während seiner Juniorenzeit zunächst unterklassig bei den Ohio Blue Jackets, ehe es ihn im Verlauf der Saison 2009/10 zu den Indiana Ice in die United States Hockey League zog und er damit eine Karriere in der Ontario Hockey League ausschloss. Bei den Ice spielte der Stürmer bis 2012 und wurde nach einer guten Spielzeit mit 70 Punkten in 54 Spielen am Ende der Saison 2011/12 ins Second All-Star Team der Liga gewählt. Nach seinem ersten Jahr in der Liga war er bereits im NHL Entry Draft 2011 in der fünften Runde an 133. Stelle von den San Jose Sharks aus der National Hockey League ausgewählt worden. Im Sommer 2012 wechselte Kuraly an die Miami University in seinem Heimatstaat Ohio und lief parallel zu seinem Studium vier Jahre lang für die Eishockeymannschaft der Universität zunächst in der Central Collegiate Hockey Association, später in der neu gegründeten National Collegiate Hockey Conference, auf. Während dieser Zeit gewann er am Ende des Spieljahres 2014/15 mit der Mannschaft die Meisterschaft der NCHC und wurde im Juni 2015 Teil eines Transfergeschäfts. Gemeinsam mit dem Erstrunden-Wahlrecht der San Jose Sharks im NHL Entry Draft 2016 wurden die Rechte an Kuraly an die Boston Bruins abgegeben, die sich im Gegenzug die Dienste von Torhüter Martin Jones sicherten.
Im März 2016 wurde Kuraly schließlich von den Bruins per Einstiegsvertrag für drei Jahre unter Vertrag genommen. Zu Beginn der Saison 2016/17 gehörte der US-Amerikaner zum Aufgebot des Farmteams Providence Bruins in der American Hockey League. Nach guten Leistungen wurde er Anfang November erstmals in den NHL-Kader Bostons berufen und feierte am 3. November 2016 sein Debüt. Zur Folgesaison 2017/18 etablierte er sich im Aufgebot der Bruins und kam dort seither regelmäßig zum Einsatz.
Nach fünf Jahren in Boston wurde sein auslaufender Vertrag nach der Saison 2020/21 nicht verlängert, sodass er sich im Juli 2021 als Free Agent den Columbus Blue Jackets anschloss. Im Juli 2025 kehrte er nach Boston zurück, indem er als Free Agent einen Zweijahresvertrag bei den Bruins unterzeichnete.

### International
Für sein Heimatland spielte Kuraly bei der U20-Junioren-Weltmeisterschaft 2013 im russischen Ufa. Dabei gewann er mit dem Team die Goldmedaille. In sieben Turnierspielen erzielte der Stürmer ein Tor und bereitete zwei weitere vor.

## Erfolge und Auszeichnungen
- 2010 Silbermedaille beim Ivan Hlinka Memorial Tournament
- 2012 USHL Second All-Star Team
- 2013 Goldmedaille bei der U20-Junioren-Weltmeisterschaft
- 2015 NCHC-Meisterschaft mit der Miami University

## Karrierestatistik
Stand: Ende der Saison 2024/25

### International
Vertrat die USA bei:
- Ivan Hlinka Memorial Tournament 2010
- U20-Junioren-Weltmeisterschaft 2013

(Legende zur Spielerstatistik: Sp oder GP = absolvierte Spiele; T oder G = erzielte Tore; V oder A = erzielte Assists; Pkt oder Pts = erzielte Scorerpunkte; SM oder PIM = erhaltene Strafminuten; +/− = Plus/Minus-Bilanz; PP = erzielte Überzahltore; SH = erzielte Unterzahltore; GW = erzielte Siegtore; 1 Play-downs/Relegation; Kursiv: Statistik nicht vollständig)